# Agrochola decipiens
Agrochola decipiens là một loài bướm đêm trong họ Noctuidae.